# Куренёвские монастыри
Куренёвские монастыри (Куренёвское тримонастырье) — старообрядческие монастыри белокриницкого согласия, располагавшиеся в Ольгопольском уезде Подольской губернии (сейчас — Чечельницкий район Винницкой области).
Старейшим и важнейшим из Куренёвских монастырей был Никольский мужской монастырь, при котором позже возник Успенский женский скит, в начале XX века преобразованный в женский монастырь. После издания «Окружного послания» в 1862 году Куренёвский монастырь становится одним из центров неокружнического движения.
Раздор с Московской архиепископией привёл к созданию последней в 1906 году Николо-Успенского новоженского монастыря. Противоречия между Архиепископией и неокружническими монастырями так и не были разрешены. Советская власть закрыла и разрушила все три монастыря.

## История
Старообрядческий Никольский монастырь был основан в 1675 году в двух вёрстах от села Куренёвка. В конце XVIII века в селе также был построен Успенский женский скит, бывший самостоятельным в управлении, но подчинявшейся мужскому монастырю в вопросах веры.
В начале XIX века старообрядцам становилось всё труднее находить беглых священников. Этому способствовала также и политика, проводимая Николаем I в отношении старообрядцев. Это вынуждало последних искать епископа, для возможности совершения рукоположений. В 1823
—1828 годах игумен Куренёвского монастыря Ираклий с 15 иноками предпринял поездку в Османскую империю, с целью найти «древлеправославного» архиерея. В своём путешествии они достигли Египта, но поиск окончился безрезультатно. В 1846 году монахи Белокриницкого монастыря присоединили к старообрядчеству бывшего митрополита Босно-Сараевского Амвросия (Папагеоргополоса), который единолично совершил рукоположение во епископа Кирила (Тимофеева), положив начало Белокриницкой иерархии. Куренёвские монахи признали законность этой иерархии, а насельник этого монастыря Софроний (Жиров) был поставлен во епископа Симбирского, став первым старообрядческим архиереем в Российской империи.
В 1842 году император Николай I издал указ, согласно которому Куренёвский монастырь и женский скит должны оставаться в таком состоянии, в каком они существовали до настоящего времени. Это означало, в том числе, и запрет на приём в монастырь новых насельников. Монахи фактически обходили запрет, записывая новых насельников под именами умерших ранее. В частности, в 1851 году во время проверки монастыря было обнаружено, что монах Антоний (Немой) был заменён другим немым монахом. Чтобы не допустить присоединения обители к единоверию, братия часто меняла настоятеля монастыря. Только с начало января по 20 апреля 1846 года в монастыре было сменено пять настоятелей. В 1867 году Александр II издаёт аналогичный указ. Хотя ни первый, ни второй указы так и не были отменены, но об их исполнении со временем забыли.
С 1860 года в Никольском монастыре размещалась кафедра старообрядческого епископа Балтского, первым из которых стал Варлаам (Рымарев). Его пребывание в обителе в качестве архиерея было недолгим. В 1862 году в Москве он подписал «Окружное послание Российских архипастырей Белокриницкой иерархии». Вернувшись в монастырь, он начал агитировать братию признать это послание, применив силу. В ответ монахи наняли местных ополченцев, созванных в связи с Январским восстанием, и выдворили владыку Варлаама из монастыря. Из насельников был избран неокружнический архиепископ Антоний (Климов). Монастырь стал одним из главных центров противоокружничества.
После издания в 1905 году указа «Об укреплении начал веротерпимости» и принятия закона 17 октября 1906 года стало возможным открытие новых старообрядческих монастырей и церквей. Успенский женский скит был превращён в женский монастырь, а вместо келий-хат были построены семь корпусов по 12 келий в каждой. Московская архиепископия также воспользовалась полученной свободой и основала свой Николо-Успенский женский монастырь, возведение которого началось в 1908 году. В 1913 году промышленник Арсений Иванович Морозов посетил строящийся монастырь и подарил ему 13 десятин земли, в том числе три десятины леса.
9 мая 1916 года Николо-Успенский храм нового женского монастыря был освящён архиепископом Мелетием (Картушиным) в сослужении с епископом Кирилом (Политовым), семнадцати священников и двух диаконов. Во время пребывания в Куренёвце владыка Мелетий побывал в Никольском мужском монастыре, где встретился с неокружническим епископом Балтским Мефодием (Соколовым). В ходе встречи владыка Мефодий обвинил окружников в ереси. Далее началась дискуссия о законе 17 октября 1906 года и установленных им правилах регистрации общин. Архиепископ не видел в них ничего плохого, а владыка Мефодий заявил, что они нарушают каноны православной Церкви. Разговор закончился тем, что владыка Мефодий велел архиепископу покинуть монастырь.
После Октябрьской революции монастыри приходят в упадок. Советская власть национализировала монастырские земли, лишив источника дохода. В 1923 году властью было принято решение о постепенном закрытии монастырей. По состоянию на 31 января 1925 года в Никольском монастыре проживало 34 человека, Успенском — 52 человека, Николо-Успенском — 8 человек. В 1928 году умирает игуменья Фаина — последняя настоятельница новоженского монастыря, после чего эта обитель была закрыта. В 1932 году иконы и старинные книги были переданы партийными и комсомольскими активистами в колхоз, где они использовались как топливо. Из икон также делали клетки для свиней. В 1935 году храмы мужского и нового женского были разобраны на стройматериалы для постройки зернохранилища. В молитвенном доме старого женского монастыря был открыт клуб. Монастырские кладбища также были уничтожены.

## Известные насельники
Многие насельники Никольского монастыря были рукоположены в сан епископа:
- Софроний (Жиров) — епископ Симбирский;
- Варлаам (Рымарев) — епископ Балтский;
- Антоний (Климов) — неокружнический епископ Московский[4];
- Кирил (Яблочников) — неокружнический епископ Балтский, извержен из сана[4];
- Симеон (Бельченко) — неокружнический епископ Балтский и всея Бессарабии[4];
- Иов (Борисов) — неокружнический епископ Московский[4];
- Кирил (Политов) — неокружнический епископ Балтский, Одесский и всея Бессарабии, в 1906 году присоединился к окружникам[4][5];
- Мефодий (Соколов) — неокружнический епископ Балтский[4];
- Филагрий (Кизин) — неокружнический епископ Балтский[4];
- Петр (Глазов) — неокружнический епископ Ржевский, самопровозглашённый епископ Московский[4], в 1940-е годы присоединился к окружникам[6];
- Сава (Суржиков) — неокружнический епископ Балтский и всего Юга[4].

## Быт
Никольский мужской монастырь был общежительным. Основным источником дохода являлись обработка арендуемой у помещиков земли, содержание мельницы, а также пожертвования старообрядцев-неокружников. В монастыре содержалось до 20 коней. Обители принадлежал кирпичный завод, мастерская для изготовления повозок, маслобойня и пекарня, имелось два пруда. Лечение в монастыре не практиковалось, в том числе и народными средствами. Монахи не мылись в бане, но перед входом в каждую келью был умывальник. В обители проживали выходцы из разных областей России, в том числе с Области Войска Донского, Подольской, Бессарабской, Московской, Владимирской, Херсонской губерний.
Успенский женский скит был особножительным. После реорганизации скита в монастырь в нём действовала школа для девочек из старообрядческих семей.
Николо-Успенский новоженский монастырь имел собственные земельные наделы, подаренные промышленником Морозовым. Также обители принадлежали погреба, конюшни, хлева для скота. Вскоре они были отобраны, а сам монастырь просуществовал всего около 20 лет.